# Wet-Helms-Burton
De Cuban Liberty and Democratic Solidarity (Libertad) Act van 1996, beter bekend als de wet-Helms-Burton (Engels: Helms-Burton Act) is een Amerikaanse wet die het embargo van de Verenigde Staten tegen Cuba versterkt en verlengt. De wet is genoemd naar de Republikeinse senator Jesse Helms en de Republikeinse afgevaardigde Dan Burton.
Het wetsvoorstel werd in 1995 ingediend, maar kon op weinig bijval rekenen. Door het neerschieten van twee vliegtuigjes van de Hermanos al Rescate (Brothers to the Rescue) kwam de wet opnieuw op de agenda. De Amerikaanse president Bill Clinton ondertekende de wet op 12 maart 1996.

## Inhoud
De wet codificeert de wetgeving sinds het begin van de Tweede Republiek. De wet zegt onder andere dat elk niet-Amerikaans bedrijf dat "met opzet handelt in eigendommen uit Cuba die zonder compensatie geconfisqueerd werden van een VS-inwoner" voor de rechtbank kan worden gedaagd en dat de leiders van dat bedrijf de toegang tot de VS kan worden ontzegd.
Uiteindelijk gaat de wet over alle handel met Cuba, want alles is op een of andere manier verbonden met iets dat geconfisqueerd werd onder het bewind van Fidel Castro. Niet-Amerikaanse bedrijven die handel drijven met Cuba kunnen dus gesanctioneerd worden. Dit komt erop neer dat buitenlandse bedrijven moeten kiezen tussen handel met Cuba of met de VS, waarbij deze laatste natuurlijk een veel grotere markt is.
Dat de Amerikaanse overheid de wet ook actief uitvoert, werd bijvoorbeeld duidelijk toen in februari 2006 het Hotel Maria Isabel Sheraton in Mexico-Stad op verzoek van de Amerikaanse regering zestien Cubaanse zakenlieden, die daar verbleven voor besprekingen met Amerikaanse zakenlieden, het hotel uitzette.

## Reacties
De wet Helms-Burton werd veroordeeld door de Raad van Europa, de Europese Unie, Canada, en andere bondgenoten van de V.S. die normale handelsbetrekkingen onderhouden met Cuba. De wet voorzag een straf voor niet-Amerikaanse bedrijven die handel dreven met Cuba, hetgeen volgens andere landen tegen de geest is van het internationale recht en soevereiniteit.
De wet werd ook veroordeeld door humanitaire organisaties omdat volgens hen dit soort sancties de bevolking treft en niet de leiders.

## Extraterritoriaal
Een aantal beschikkingen van de wet viseert buitenlandse ondernemingen die handel drijven met Cuba. De Raad van de Europese Unie heeft wetgeving aangenomen om dit te bestrijden.